# ريتشارد بريندلي
ريتشارد بريندلي (بالإنجليزية: Richard Brindley)‏ هو لاعب كرة قدم بريطاني في مركز ظهير ‏، ولد في 5 مايو 1993 في نورتش في المملكة المتحدة. لعب مع أكسفورد يونايتد وسكونثورب يونايتد وكولتشستر يونايتد ونادي تشيسترفيلد ونادي تشيلمسفورد ونادي روذرهام يونايتد.

## وصلات خارجية
- ريتشارد بريندلي على موقع قاعدة بيانات كرة القدم.إي يو (الإنجليزية)
- ريتشارد بريندلي على موقع Soccerbase.com (لاعب) (الإنجليزية)
- ريتشارد بريندلي على موقع Soccerway.com (الإنجليزية)